# Potencia radiada aparente

Esquema visual

La potencia radiada aparente (PRA) es la potencia que se tiene que introducir en una antena dipolo, que irradia radialmente, sobre el plano ortogonal, para conseguir la potencia equivalente a una antena considerada. Se calcula añadiendo a la potencia del transmisor las pérdidas de la línea de comunicación con la antena y la ganancia de la antena. Es similar a la PIRE, sólo que en este caso la antena que se toma como referencia no es la antena isotrópica sino el dipolo de media onda. La fórmula para su cálculo es la siguiente
{\displaystyle PRA=P_{T}-L_{c}+G_{a}}
donde {\displaystyle \scriptstyle PRA} y {\displaystyle \scriptstyle P_{T}} (potencia del transmisor) son dBm, las pérdidas del cable ({\displaystyle \scriptstyle L_{c}}) están en dB, y la ganancia de la antena ({\displaystyle \scriptstyle G_{a}}) se expresa en dBd, relativos a la antena dipolo de referencia.
La relación con la otra medida de potencia radiada utilizada, la PIRE es la siguiente:
{\displaystyle PIRE=PRA+2,15dB}
ya que el dipolo tiene una ganancia de 2,15 dB respecto a la antena isotrópica (considerando la dirección de máxima radiación)..
- Datos: Q1295986